# Mittisjön (Arjeplogs socken, Lappland)
Mittisjön är en sjö i Arjeplogs kommun i Lappland och ingår i Umeälvens huvudavrinningsområde. Sjön är 26 meter djup, har en yta på 2,76 kvadratkilometer och befinner sig 454,2 meter över havet. Mittisjön ligger i Laisälven Natura 2000-område. Sjön avvattnas av vattendraget Laisälven.

## Delavrinningsområde
Mittisjön ingår i det delavrinningsområde (735193-154010) som SMHI kallar för Utloppet av Mittisjön. Medelhöjden är 493 meter över havet och ytan är 8,83 kvadratkilometer. Räknas de 51 avrinningsområdena uppströms in blir den ackumulerade arean 1 236,53 kvadratkilometer. Laisälven som avvattnar avrinningsområdet har biflödesordning 3, vilket innebär att vattnet flödar genom totalt 3 vattendrag innan det når havet efter 439 kilometer. Avrinningsområdet består mestadels av skog (69 procent). Avrinningsområdet har 2,74 kvadratkilometer vattenytor vilket ger det en sjöprocent på 31,1 procent.